# Unterbruck (Kastl)
Unterbruck, früher „Bruck bei Kastl“, ist ein Ortsteil der Gemeinde Kastl (bei Kemnath) im oberpfälzischen Landkreis Tirschenreuth.

## Geografie
Unterbruck liegt ca. 1000 m südwestlich von Kastl (bei Kemnath). Westlich von Unterbruck fließt die Haidenaab. Östlich von Unterbruck verläuft die Bahnstrecke Weiden–Bayreuth.

## Geschichte
In Unterbruck befand sich im 14. und 15. Jahrhundert ein Eisenhammer, der vom Wasser der Haidenaab betrieben wurde.
Unterbruck besteht seit 1808 aus dem Dorf mit dem Schloss Unterbruck sowie Wolframshof, Birkhof, Troglau und Weha. Damals bestanden zu Unterbruck 84 Wohngebäude, in denen 123 Familien mit 487 Einwohnern lebten. 1961 werden hier 32 Wohngebäude und 191 Einwohner gezählt. 1972 wurde Unterbruck nach Kastl eingemeindet.
2017 wurde der Solarpark Unterbruck mit einer Leistung von 2,00 MWp in Betrieb genommen.